# Apple TV+
Apple TV+ és un servei OTT de televisió web de vídeo a la carta per subscripció sense publicitat desenvolupat i operat per Apple Inc., la va anunciar l'1 de novembre de 2019. Va ser anunciat durant el seu esdeveniment especial d'Apple del 25 de març al Steve Jobs Theatre. Un important nombre de celebritats involucrades en els projectes d'Apple TV+ van aparèixer a l'escenari per a l'anunci, incloent-hi Oprah Winfrey, Steven Spielberg i Jennifer Aniston.